# 후쿠야마역
후쿠야마역(일본어: 福山駅 후쿠야마에키[*])은 일본 히로시마현 후쿠야마시에 위치한 서일본 여객철도 소속의 철도역이며, 산요 본선, 산요 신칸센의 정차역이며, 후쿠엔 선의 종착역이다. 승강장 구조는 신칸센은 2면 2선, 재래선의 경우 3면 6선으로 되어 있다.

## 타는 곳
| 1   | 산요 신칸센 | (하행) | 히로시마 · 신야마구치 · 고쿠라 · 하카타 · 구마모토 · 가고시마추오 방면 |
| 2   | 산요 신칸센 | (상행) | 오카야마・신오사카・나고야・도쿄 방면                                  |
| 3·4 | ■산요 본선  | (하행) | 오노미치 · 미하라 · 히로시마 방면                                      |
| 5·6 | ■산요 본선  | (상행) | 가사오카・구라시키 · 오카야마 방면                                     |
| 7·8 | ■후쿠엔 선  |        | 간나베・후추 · 미요시 방면                                             |

## 인접 역
| 서일본 여객철도 산요 신칸센  | 서일본 여객철도 산요 신칸센                | 서일본 여객철도 산요 신칸센         |
| ---------------------------- | ------------------------------------------ | ----------------------------------- |
| 신쿠라시키 도쿄 방면         | ■ 산요 · 규슈 신칸센 노조미 호 · 사쿠라 호 | 신오노미치 가고시마추오 방면        |
| 서일본 여객철도 산요 본선    |                                            |                                     |
| 가사오카 오카야마 방면       | ■ 쾌속 "산 라이너"                         | 빈고아카사카 미하라 방면            |
| 히가시후쿠야마 오카야마 방면 | ■ 보통                                     | 빈고아카사카 미하라 방면            |
| 서일본 여객철도 후쿠엔 선    |                                            |                                     |
| 시·종착역                    |                                            | 빈고혼조 간나베・후츄 · 미요시 방면 |